# 宫前天后宫 (南澳县)
宫前天后宫，位于中国广东省汕头市南澳县后宅镇宫前村，现为南澳县文物保护单位，类型为古建筑，公布时间为2003年8月5日。
宫前天后宫的历史年代为清代。